# Max Gonzaga
Max Gonzaga (São José dos Campos) é um músico brasileiro.

## Biografia
Filho de um acordeonista, desde os 15 anos Max Gonzaga adotou o violão como instrumento de composição e interpretação. Desde os anos 1980, tem se apresentado regularmente em shows e casas noturnas da capital e interior do estado de São Paulo.
Em 1985, fundou a banda Albatroz, voltada a um repertório de MPB, jazz e blues. A banda contava com Valério Maciel (guitarra) e Alexandre Cunha (bateria). Em 1995, formou o trio Marimbondos, junto a Marcelo Molina (sax tenor) e Alexandre Cunha (bateria). Em 2002, juntamente com Henrique Barros, Liz Rodrigues, Tito Pinheiro, Vlado Lima, Ricardo Soares e Sonekka, fundou o clube Caiubi de compositores, que se propõe a valorizar a música autoral daqueles compositores que estão fora da grande mídia e do mercado fonográfico. Entre seus integrantes, o clube conta com Zé Rodrix e Tavito.
Em 2005 lançou seu primeiro CD solo, Marginal, com a faixa-título do mesmo nome. O álbum foi um dos selecionados pela Secretaria de Programas e Projetos Culturais do Ministério da Cultura para representar o Programa Cultura Viva na Feira Música Brasil, em Recife em 2007.
Sua música Classe Média chegou às semifinais do Festival Cultura - A Nova Música do Brasil. Em agosto de 2006, o vídeo com a apresentação de Classe Média tornou-se um dos mais vistos no site de compartilhamento de vídeos YouTube. A música, que apresenta uma visão crítica e sarcástica da classe média brasileira, tem sido frequentemente citada por alguns dos mais populares sites e comentaristas políticos brasileiros.

## Discografia
- Marginal (2005)
- Fotografias (2012)